# Процес Кролла
Процес Кролла — це спосіб пірометалургійного виробництва титану шляхом відновлення його магнієм з тетрахлориду титану TiCl4. Процес Кролла, розроблений і запатентований в 1940 році люксембурзьким металургом Вільямом Джастіном Кроллом, витіснив процес Хантера і став основою промислового виробництва титану.

## Спосіб процесу[3]
Вихідною сировиною процесу є титанові руди ільменіт (31,6 %Fe — TiO3) та рутил (60 % — TiO2). Щоб отримати рутил (TiO2) з ільменіту, його відновлюють вуглецем (деревним вугіллям, антрацитом) в електродуговій печі.
{\displaystyle {\ce {3(TiO2FeO) + 4C -> 3Fe + Ti3O5 + 4CO}}}.
За високої температури в печі (1600—1800 оС) залізо навуглецьовується, утворюючи чавун, а низькі оксиди титану переходять у шлак і спливають на поверхню розплаву. Шлак і чавун окремо розливають у виливниці. Під час випуску шлаку, його зберігання та переробки низькі оксиди переходять в ТіО2. Після магнітної сепарації (для відокремлення частинок із залізом), подрібнення, змішування із зв'язкою (нафтовий кокс, кам'яновугільна смола) та обпалювання за 800 оС (для видалення летких речовин) із шлаку формують пористі брикети з концентрацією вуглецю 20-25 %.
В герметичних печах електроопору брикети хлорують в присутності відновника — вуглецю. За температури 800—1250 оС утворююється газоподібний чотирихлористий титан за реакцією
{\displaystyle {\ce {TiO2 + 2C + 2Cl2 -> TiCl4 + 2CO}}}.
Після охлодження парогазової суміші в конденсаторних установках отримують рідкий чотирихлористий титан, забруднений хлоридами інших металів. Його очищують фільтруванням та ректифікуванням.
Чистий TiCl4 відновлюють магнієм до металевого титану за температур приблизно 800—1000 °C в атмосфері захисного газу (гелій, аргон) в герметичній реторті з неіржавної сталі, поміщеної в електричну піч опору:
{\displaystyle {\ce {TiCl4 + 2Mg -> Ti + 2MgCl2}}}.
Рідкий MgCl2 періодично зливають. Частинки відновленого титану спікаються в пористу масу — титанову губку, просочену магнієм і хлористим магнієм. Очищення губки від цих залишків здійснюють вилуговуванням або вакуумною дистиляцією.
Титанова губка є основою виробництва технічного титану й титанових сплавів.